# BUNCH
BUNCH (англ. bunch — «банда») — шутливое название группы компаний-конкурентов IBM, производивших в 1970-х годах мейнфреймы. Первые буквы, взятые из названий каждой компании, составляют бэкроним BUNCH: Burroughs, UNIVAC (подразделение Sperry), NCR, Control Data Corporation, и Honeywell. Эти компании ассоциировали вместе, потому что доля рынка, занимаемая компанией IBM, была больше, чем доли рынка всех её компаний-конкурентов, вместе взятые.
В 1960-х годах компанию IBM и пять этих компаний вместе с компанией RCA и General Electric шутливо называли «IBM и семь гномов» (англ. IBM and the Seven Dwarfs). Название конкурентов пришлось изменить после того, как General Electric в 1970 году продала свой компьютерный бизнес компании Honeywell, а RCA — компании Sperry в 1971 году. Осталось только пять «гномов», но первые буквы оставшихся «гномов» удачно сложились в слово BUNCH.

## Что с ними стало?
Burroughs & UNIVACв сентябре 1986 года компания Burroughs купила корпорацию Sperry (UNIVAC была её дочерним подразделением), и взяла себе новое имя Unisys.
NCRс 1982 года NCR стала заниматься открытыми системами, предложив рынку системы TOWER 16/32 с операционной системой UNIX и стала больше внимания уделять меньшим системам, а не мейнфреймам. В 1991 году NCR была куплена компанией AT&T Corporation. После реструктуризации AT&T в 1996 году NCR выделилась 1 января 1997 года в отдельную самостоятельную компанию. В 1998 году NCR продала бизнес производства компьютерного оборудования компании Solectron и больше не производит компьютерных систем общего назначения.
Control Data CorporationControl Data Corporation — в 1960-х и 1970-х годах известнейший производитель компьютерного оборудования и суперкомпьютеров — в конце 1980-х пришла в упадок и сейчас называется Syntegra (USA), являсь филиалом британской компании BT Global Services, принадлежащей BT Group.
Honeywellв 1991 году компьютерное подразделение компании Honeywell было продано французской компьютерной компании Groupe Bull.